# Kotiurżynci (hromada Teofipol)
Kotiurżynci (ukr. Котюржинці) – wieś na Ukrainie, w obwodzie chmielnickim, w rejonie chmielnickim, w hromadzie Teofipol. W 2001 liczyła 205 mieszkańców.